# Воинское кладбище № 106 (Беч)
 Памятник культуры Малопольского воеводства: регистрационный номер A-402/M от  31 марта 2009 года.
Воинское кладбище № 106 — Беч (пол. Cmentarz wojenny nr 106 - Biecz) — воинское кладбище, находящееся в городе Беч, Горлицкий повят, Малопольское воеводство. Кладбище входит в группу Западногалицийских воинских захоронений времён Первой мировой войны. На кладбище похоронены военнослужащие Австрийской и Российской армий, погибшие во время Первой мировой войны в мае 1915 года. Охраняемый памятник Малопольского воеводства.

## История
Кладбище было построено Департаментом воинских захоронений К. и К. военной комендатуры в Кракове в 1915 году по проекту австрийского архитектора Ганса Майра. На кладбище площадью 703 квадратных метра находится 43 братских и 64 индивидуальных могил, в которых похоронены 207 австрийских и 177 русских солдат.
31 марта 2009 года кладбище было внесено в реестр памятников Малопольского воеводства (№ А-402/М).

## Описание
Кладбище находится рядом с церковью Святейшего Тела Христа и окружено высокой каменной стеной. Кладбище разделено на три террасы. Заброшенное кладбище было отремонтировано в 2002 году.
На территории находятся надмогильные кресты, характерные для творчества австрийского скульптора Ганса Майра.

## Источник
- Oktawian Duda: Cmentarze I wojny światowej w Galicji Zachodniej. Warszawa: Ośrodek Ochrony Zabytkowego Krajobrazu, 1995. ISBN 83-85548-33-5.
- Roman Frodyma Galicyjskie Cmentarze wojenne t. I Beskid Niski i Pogórze (Okręgi I—IV), Oficyna Wydawnicza «Rewasz», Pruszków 1998.